# San Gennaro dei Poveri
Az 1667-ben megalapított San Gennaro dei Poveri volt Nápoly első kórháza és menhelye. A maga idejében 10 000 ember befogadására volt képes. A Királyi Menhely (Albergo dei Poveri) megépítésének előfutára, amely az 1750-es évekre épült fel.